# Helgesta kyrka

Helgesta kyrka är en kyrkobyggnad i Helgesta i Strängnäs stift. Den är församlingskyrka i Flen, Helgesta-Hyltinge församling och ligger söder om Sparreholm intill sjön Båven.

## Kyrkobyggnaden
Kyrkan uppfördes av sten under 1100-talet. Troligen var det på 1300-talet som kyrkan förlängdes åt öster och en sakristia byggdes till vid långhusets nordöstra sida. På 1400-talet tillbyggdes ett vapenhus vid långhusets sydvästra sida. Under samma århundrade tillkom troligen kyrkorummets takvalv.
År 1764 gjordes en genomgripande ombyggnad då norra väggen, sakristian och de medeltida takvalven revs. När den nya norrväggen var klar var kyrkan dubbelt så bred. Ett nytt tak byggdes och innertaket fick gipsat tunnvalv av trä. En ny sakristia uppfördes vid östra gaveln. Fönstren förstorades.
År 1902 byggdes sakristian om till kor och en ny sakristia byggdes till åt norr invid det nya koret.
En fristående klockstapel är byggd 1641.

## Inventarier
Dopfunten härstammar från 1100-talet och är kyrkans äldsta inventarium.
Predikstolen är skänkt till kyrkan 1687.
1848 byggdes kyrkans första orgel med nio stämmor av Johan Lund i Stockholm. 1939 utökades den med en andra manual och pedal av den danska orgelbyggarfirman Th. Frobenius & Co och fick nu 15 stämmor.

### Webbkällor
- byggnadspresentation
- Flens vackra kyrkor